# Virola multinervia
Virola multinervia Ducke è un albero della famiglia Myristicaceae originario del sud-America.

## Descrizione
Si presenta come un albero che cresce fino a 35 metri di altezza.
Il frutto, da ellissoidale a ovoidale è lungo dai 26 ai 40 millimetri, largo dai 19 ai 32 mm, in gruppi da 1 a 7.

## Biochimica
Parti della pianta contengono dimetiltriptamina.